# Kirsten Mulder
Pour les articles homonymes, voir Mulder.
Kirsten Mulder, née le 23 septembre 1973 à Odijk, est une actrice néerlandaise.

## Filmographie

### Cinéma et téléfilms
- 1994 : Onderweg naar Morgen : Frida Hawinkel
- 1996 : 12 steden, 13 ongelukken (nl) : Fleur
- 1997 : Fort Alpha (nl) : Dana
- 1999-2002 : Westenwind (nl) : Fleur Noordermeer
- 2002 : Baantjer : Evelien van de Burg
- 2002 : Costa! (nl) : Sabine
- 2005 : Hotnews.nl (nl) : Evelien
- 2010 : Annie MG (nl) : La Réceptionniste Parool
- 2011 : Tussendoor (nl) : Valerie
- 2013 : Danni Lowinski (nl) : Tanja de Nijss
- 2015 : Missie Aarde (nl) : S.A.R.A.
- 2015 : Moordvrouw : Lid Bijeenkomst
- 2015 : Publieke werken (nl) : L’infirmière
- 2016 : Oud Zeer : Isabel
- 2017 : Flikken Rotterdam (nl) : Quirine Lameris
- 2018 : Anne+ : Esther
- 2019 : Judas (nl) : Justine